# 托特·伊什特万
托特·伊什特万（匈牙利語：Tóth István，1951年10月3日—），匈牙利男子摔跤运动员。他曾代表匈牙利参加1980年夏季奥林匹克运动会摔跤比赛，获得男子古典式62公斤级银牌。